# Lista de membros da Royal Society eleitos em 1705
Esta é uma lista de Membros da Royal Society eleitos em 1705.

## Fellows
- Francis Hauksbee (ca. 1666 - 1713)
- Sir Gilbert Heathcote (1652 - 1733)
- William King (1650 - 1729)
- Dacre Barret Lennard (m. 1733)
- John Mortimer (ca. 1656 - 1736)
- William Nicolson (1655 - 1727)
- John Thorpe (1682 - 1750)
- Henry Worsley (ca. 1675 - 1740)